# 静升村王家祠堂
静升村王家祠堂，又名孝义祠堂，位于山西省晋中市灵石县静升镇静升村，王家宗祠东北，高家崖、红门堡两大建筑群下。始建于清乾隆四十九年（1784）十月，嘉庆元年（1796年）建成。占地面积412.7平方米，分上下两院。。
祠堂为旌表王氏家族第十五代后裔王梦鹏而建。中轴线由南向北依次建石牌楼、大门、正堂，东西两侧为碑廊。祠前石砌牌楼为四柱三门式，雕刻精美，题字包括“孝义”、“言坊”、“行表”。正堂二层，下层为窑洞，上层木构。。
2003年1月15日，静升村王家祠堂公布为晋中市文物保护单位。